# Claude-Thomas Renart de Fuchsamberg
Pour les articles homonymes, voir Renard.
Cet article concerne Claude-Thomas Renart de Fuchsamberg. Pour son père, voir Thomas-Claude Renart de Fuchsamberg.
Claude-Thomas Renart de Fuchsamberg, 2e marquis d'Amblimont, seigneur de Saint-Fort, baptisé le 11 septembre 1690 à Paris en l’église Saint-Germain-l'Auxerrois et mort le 30 octobre 1772 à Rochefort (Charente-Maritime), est un aristocrate et officier de marine français des XVIIe et XVIIIe siècles. Il termine sa carrière militaire avec le grade de chef d'escadre des armées navales du Roi et commandeur de l'ordre royal et militaire de Saint-Louis.

## Biographie

### Origines et famille
Claude-Thomas Renart de Fuchsamberg descend de la famille Renart dit de Fuchsamberg, champenoise d'origine bourgeoise, se faisant passer pour originaire de Saxe. Cette maison a donné au royaume de France plusieurs officiers de marine.
Son père Thomas-Claude Renart de Fuchsamberg, 1er marquis d'Amblimont, est chef d'escadre et fut préalablement anobli par lettres patentes en 1674. Il se distingue la même année lors d'un combat contre l'amiral hollandais Michiel de Ruyter et termine sa carrière Gouverneur général des îles d'Amérique. Sa mère est Catherine Balarin de Parisot.
Son fils, Claude-Marguerite sera, lui, contre-amiral.

### Jeunesse et débuts
Page en la Petite Écurie du Roi en 1705, Claude-Thomas Renart de Fuchsamberg suit la même voie que son père et choisit la carrière des armes. Il entre dans la Marine royale en tant que garde-marine en mai 1706. Promu enseigne de vaisseau en 1710, il participe à l'expédition de Duguay-Trouin sur Rio de Janeiro en 1711 au cours de laquelle il est blessé.
Il connait alors une série de promotions, lieutenant de vaisseau en 1727, il reçoit le brevet de capitaine de vaisseau en 1738.

### Guerre de Succession d'Autriche
Commandant du vaisseau Le Trident, il se distingue au combat du cap Finisterre, le 27 octobre 1747, dans l'escadre du marquis de l’Estenduère. Après un combat de plus de sept heures, écrasé par la supériorité numérique de l'adversaire, il ne peut cependant éviter la capture de son vaisseau. Il est promu chef d'escadre des armées navales le 1er janvier 1754 et fait commandeur de l'ordre royal et militaire de Saint-Louis le 29 juin 1754.
Commandant de la marine à Rochefort 1759, il meurt dans cette ville le 30 octobre 1772, à l'âge de 82 ans.

## Postérité
Comme son père Thomas-Claude et son fils Claude François, il était réputé pour son habileté manœuvrière.

## Mariage et descendance
Il épouse en 1726 avec Marguerite Michel, dame de Saint-Fort (1698-1780), dont :
- Claude Marguerite François Renart de Fuchsamberg, 3e marquis d'Amblimont (1736-1797), contre-amiral

### Sources et bibliographie
- Badier, Dictionnaire de la noblesse, Paris, La veuve Duchesne, 1770 (lire en ligne), p. 222
- Étienne Taillemite, Dictionnaire des marins français, Tallandier, 2002, 576 p. (ISBN 978-2-84734-008-2), p. 11.